# Sympitar
Eine Sympitar ist eine moderne akustische Gitarre, welche die Funktionen einer Gitarre und einer Sitar in sich vereint.

## Bauform
Innerhalb des Halses ist ein Kanal aus Graphit eingebaut, in dem ein Bündel aus insgesamt zwölf Saiten vom  Steg bis zum  Kopf verläuft. Diese zwölf Saiten verlaufen im Bereich des Gitarrenkörpers frei schwingend unter der  Decke unterhalb der sechs Hauptsaiten. Befestigt sind sie unter dem Steg mit einer so genannten 'Jiwari'-Brücke. Angeregt durch die Schwingungen der Hauptsaiten erzeugen die passiv mitschwingenden, „sympathetischen“ Saiten im Verein mit der 'Jiwari'-Brücke den lang anhaltenden typischen Sitar-Klang, den man normalerweise mit der indischen Musik verbindet.

## Geschichte
Der Erfinder der Sympitar ist der amerikanische Gitarrenbauer Fred Carlson.
Bisher ist die Sympitar nur in wenigen Exemplaren gebaut worden. Alle existierenden Exemplare sind Spezialanfertigungen. So besitzt etwa der amerikanische Gitarrist Alex de Grassi eine speziell nach seinen Wünschen gebaute Sympitar. Neben der Sympitar baut Carlson auch eine Gitarrenharfe als Sympitar. Das erste Exemplar dieser Sympitar-Harfe wurde vom Gitarristen Jeffrey Titus in Auftrag gegeben und unter dem Namen 'Oracle' dem amerikanischen Gitarristen Michael Hedges gewidmet. Verschiedene Verzierungen dieses Instruments greifen Symbole auf, die Hedges entwarf und oft verwendete.